# Vase de fleurs (Vallayer-Coster)
Pour l’article homonyme, voir Vase de fleurs.
Vase de fleurs est une peinture à l'huile sur toile de 40 × 31 cm réalisée par Anne Vallayer-Coster (1744-1818), signée « V.C. » et inventoriée sous le numéro 172 au musée des beaux-arts de Nancy.

## Histoire
Le tableau est peint en 1781, peu après le mariage de l'artiste, et fait partie de la série qu'elle réalise sur le thème des bouquets de fleurs à partir de 1772, tels que Fleurs dans un vase et Fleurs dans un vase bleu.
L'œuvre entre au musée des beaux-arts de Nancy grâce au don de Monsieur Beaulieu. Elle figure dans l'inventaire du musée de 1845, son arrivée est donc antérieure à cette date. Dans le cadre d'une restauration, elle est dévernie de 1891 à 1900 car devenue jaune, donc sale. 

## Description
Vallayer-Coster réussit à rendre harmonieux et équilibré un bouquet composé de nombreuses fleurs : le vase de porcelaine, bleu turquoise, s'accorde aux feuillages bleu-vert et aux petits fleurs de lin, mettant en valeur une rose à cent feuilles d'un blanc nacré ou la branche de pied d'alouette. L'anémone rose et blanche s'accorde avec sa voisine, les feuillages dorés, les oreille d'ours chocolat avec la monture, les violettes réhaussant le tout.
L'artiste montre en quoi elle est l'une des plus grandes peintres de la nature morte à travers cette œuvre, son goût de la précision et du détail, la subtile complexité de la composition et la douceur des tons mis en valeur par une touche nerveuse et sûre.